# Самплониус, Энн
Энн Самплониус (англ. Anne Samplonius, род. 11 февраля 1968, Гранд-Рапидс, Мичиган) — канадская профессиональная велогонщица.

## Биография
Она родилась в США, большую часть своей жизни прожила в Канаде и является гражданкой обеих стран. Самплониус окончила Университет Альберты со степенью бакалавра в области управления досугом в 1992 году.

## Карьера
Она была серебряным призёром в индивидуальной гонке с раздельным стартом на Чемпионате мира по шоссейному велоспорту 1994 года и двукратным победителем чемпионата Канады по шоссейному велоспорту. Самплониус также выиграла золотую медаль в индивидуальной гонке на Панамериканских играх 2007 года. Она представляла свою страну на чемпионатах мира по шоссейному велоспорту в 2000, 2001, 2006, 2007, 2008 и 2010 годах. За свою карьеру она участвовала в 12 чемпионатах мира, а в конце 2012 года ушла из спорта. После ухода из спорта в 2012 году Самплониус работала в качестве цифрового онлайн-редактора в команде RusVelo. В ноябре 2013 года Самплониус присоединилась к команде Trek Factory Racing в качестве контент-менеджера. Она также работает в качестве тренера по велоспорту.
C 1992 года по 2007 год она жила в Брамптоне.

## Достижения
1994
 Чемпионат мира — индивидуальная гонка
2-я на Women’s Challenge
1996
2-я на Чемпионате Канады — групповая гонка
2-я на Чемпионате Канады — индивидуальная гонка
1998
2-я на Чемпионате Канады — индивидуальная гонка
1999
2-я на Чемпионате Канады — индивидуальная гонка
3-я на Туре Бретани
2006
Тур Гилы
2-я в генеральной классификации
1-й этап
Вуэльта де Бисби
2-я в генеральной классификации
2-й этап
2-я на Чемпионате Канады — групповая гонка
2-я на Чемпионате Канады — индивидуальная гонка
3-я на Многодневная гонка Солнечной долины
2007
 Панамериканские игры — индивидуальная гонка
- Чемпионат Канады — индивидуальная гонка
- 1-й этап многодневки Сан-Димас[англ.]

2008
 Чемпионат Канады — индивидуальная гонка
Ronde van Gelderland
Тур Лилано
3-я на Гран-при Норт Стар
2009
2-я на Чемпионате Канады — индивидуальная гонка
2010
Хроно Шампенуа
2-я на Чемпионате Канады — индивидуальная гонка

### Статистика выступления наГранд-турах
| Гонка / Год          | 1993           | 1994           | 1995           | 1996           | 1997           | 1998           | 1999           | 2000           | 2001           | 2002           | 2003           | 2004           | 2005           | 2006           | 2007           | 2008           | 2009           | 2010           |
| -------------------- | -------------- | -------------- | -------------- | -------------- | -------------- | -------------- | -------------- | -------------- | -------------- | -------------- | -------------- | -------------- | -------------- | -------------- | -------------- | -------------- | -------------- | -------------- |
| Женский Тур де Франс | 29             | не проводилась | не проводилась | не проводилась | не проводилась | не проводилась | не проводилась | не проводилась | не проводилась | не проводилась | не проводилась | не проводилась | не проводилась | не проводилась | не проводилась | не проводилась | не проводилась | не проводилась |
| Гранд Букль феминин  | —              | 12             | DNF            | 37             | —              | DNF            | —              | —              | —              | —              | —              | —              | —              | —              | —              | —              | —              | не проводилась |
| Рут де Франс феминин | не проводилась | не проводилась | не проводилась | не проводилась | не проводилась | не проводилась | не проводилась | не проводилась | не проводилась | не проводилась | не проводилась | не проводилась | не проводилась | —              | —              | —              | —              | 8              |
| Тур де л'Од феминин  | —              | 26             | —              | —              | —              | 58             | —              | —              | 44             | —              | 50             | —              | —              | —              | 42             | —              | —              | —              |
| Джиро д’Италия Донне | —              | —              | —              | —              | 57             | —              | —              | —              | —              | —              | —              | —              | —              | —              | —              | —              | —              | —              |

### Рейтинги
| Год                 | 2010 |
| ------------------- | ---- |
| Мировой рейтинг UCI | 42-й |
|                     |      |
| Источник: UCI       |      |